# Port-Navalo

Port-Navalo (bretagnska Porzh Noalou) är en gammal fiskehamn i kommunen Arzon i departementet Morbihan i Bretagne. 
Port-Navalo ligger på västra spetsen av halvön Presqu'île de Rhuys precis vid inloppet till Golfe du Morbihan.

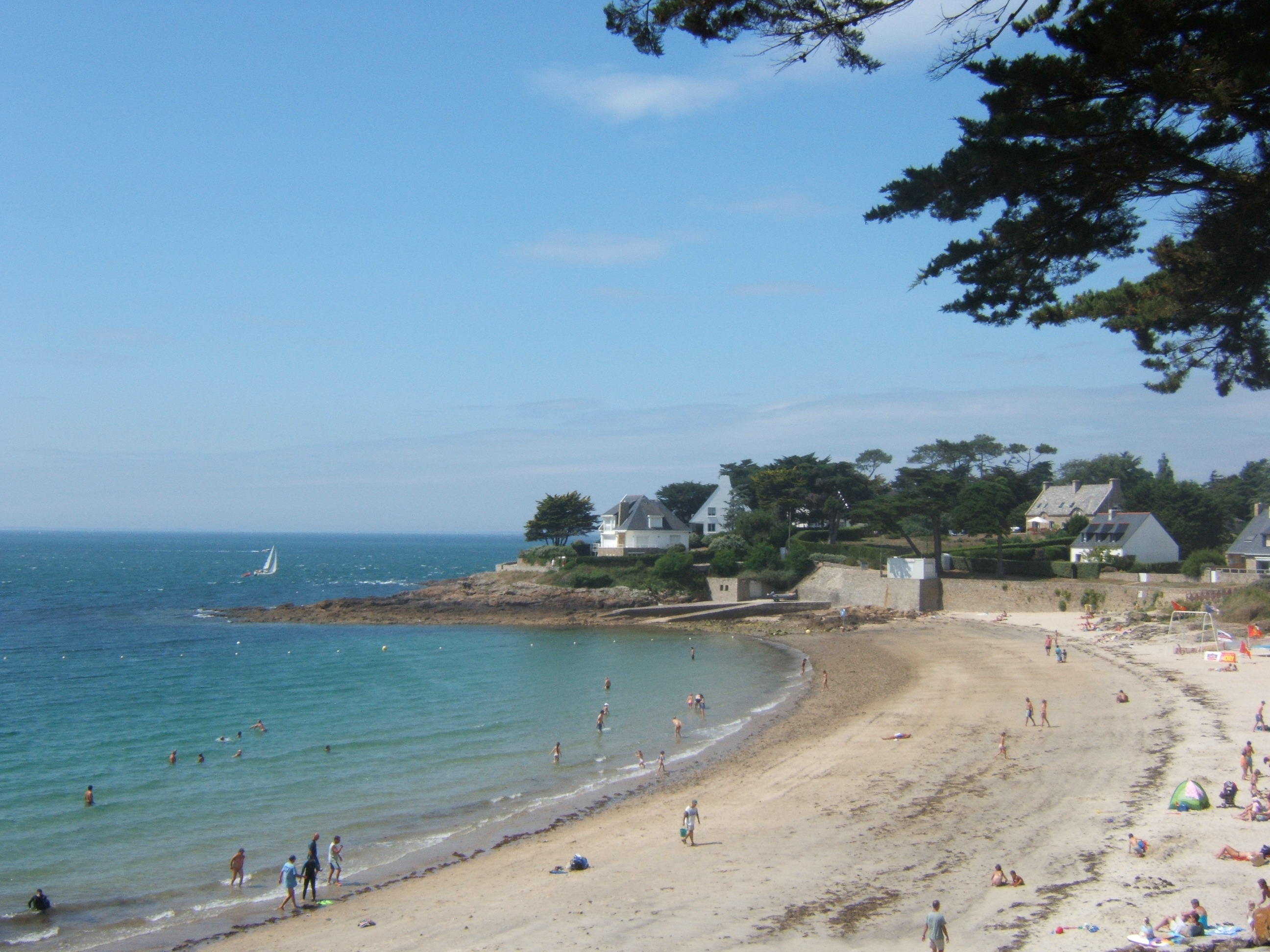
Södra stranden.
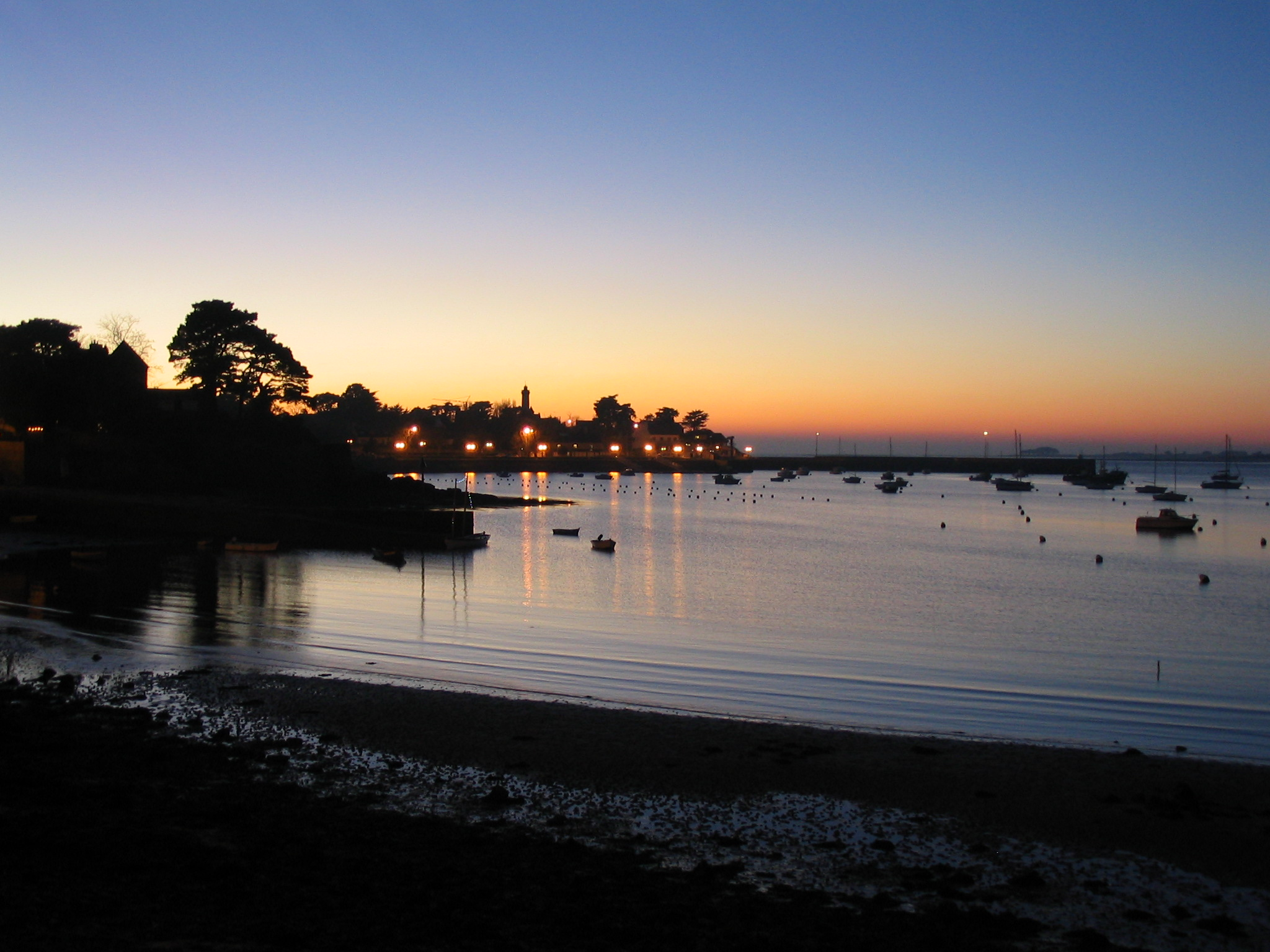
Port-Navalo vid solnedgången.